# Ramen
Il ramen (ラーメン?, rāmen, pron. [ɺäꜜːme̞ɴ]) è un tipico piatto Giapponese  a base di spaghetti di frumento serviti in brodo di carne e/o pesce, spesso insaporito con salsa di soia o miso e con guarnizioni come maiale affettato (チャーシュー?, chāshū), alghe marine secche (海苔?, nori), kamaboko, negi e a volte mais.
Praticamente ogni località del Giappone e della Corea ha la propria variante di ramen, dal ramen di tonkotsu (brodo di osso di maiale) del Kyūshū al ramen di miso dell'Hokkaidō.

## Etimologia
Il ramen è di origine cinese, tuttavia non è chiaro quando esso fu introdotto in Giappone. Anche l'etimologia della parola ramen è argomento di dibattito. Secondo una teoria è la pronuncia giapponese del cinese 拉麺 (la mian), che significa "tagliatelle tirate a mano". Una seconda teoria propone 老麺 (laomian, "tagliatelle antiche") come la forma originale, mentre un'altra afferma che il ramen fosse inizialmente 鹵麺 (lǔmiàn), tagliatelle cotte in una salsa densa e ricca di amido. Secondo una quarta teoria la parola deriva da 撈麵 (lāomiàn, "lo mein"), dove 撈 in cantonese significa "mescolare", e il nome si riferisce al metodo di preparazione effettuato mescolando le tagliatelle con una salsa.
Fino agli anni 1950 i ramen erano chiamati shina soba (支那そば?, "soba cinese"), ma oggi è più comune il termine chūka soba (中華そば?, che significa anch'esso "farina di grano saraceno cinese") o appunto ramen (ラーメン?, rāmen), perché la parola "支那" (shina, che significa "Cina") è considerata da molti offensiva.

## Storia
Fino al 1900 i ristoranti che servivano cucina cinese di Canton e Shanghai offrivano un piatto di semplice ramen di tagliatelle (tagliate, piuttosto che tirate a mano), un po' di guarnizioni, e un brodo insaporito con sale e ossa di maiale. Molti cinesi inoltre detenevano chioschi mobili di cibo da strada, con i quali vendevano ramen e ravioli gyōza ai lavoratori. Entro la metà del primo decennio del Novecento, questi chioschi usavano un tipo di corno musicale detto charumera (チャルメラ? dal portoghese charamela) per pubblicizzare la propria presenza, una pratica che alcuni venditori mantengono tuttora con altoparlanti e registrazioni trasmesse di continuo. All'inizio del periodo Shōwa il ramen era diventato un piatto popolare quando si mangiava fuori.
Dopo la seconda guerra mondiale si diffuse nel mercato giapponese la farina economica importata dagli Stati Uniti d'America. Nello stesso periodo milioni di soldati giapponesi erano tornati dalla Cina e dall'Estremo oriente continentale. Molti di questi rimpatriati erano diventati pratici di cucina cinese e di conseguenza aprirono ristoranti cinesi in tutto il Giappone. Mangiare ramen, benché diffuso, era ancora un'occasione speciale che richiedeva mangiare fuori.
Nel 1958 furono inventati i noodle istantanei da Momofuku Andō, il nippo-taiwanese fondatore e presidente della Nissin Foods. Ritenuta la più grande invenzione giapponese del XX secolo in un sondaggio giapponese, il ramen istantaneo permise a tutti di preparare questo piatto semplicemente aggiungendo acqua bollente. Dagli anni 1980 il ramen è diventata un'icona culturale giapponese e fu studiata in tutto il mondo da molti punti di vista. Nello stesso tempo varietà locali di ramen ebbero successo nel mercato nazionale, potendo persino essere ordinate con i loro nomi regionali. Un museo del ramen fu aperto a Yokohama nel 1994.

## Tipi
Esiste una grande varietà di ramen in Giappone, con differenze sia geografiche sia specifiche del venditore, persino in varietà che hanno lo stesso nome. I tipi di ramen possono essere categorizzati secondo i suoi due ingredienti principali: le tagliatelle e il brodo.

### Le tagliatelle
La maggior parte delle tagliatelle è fatta da quattro ingredienti base: farina di frumento, sale, acqua e kansui, che è essenzialmente un tipo di acqua minerale alcalina, che contiene carbonato di sodio e di solito carbonato di potassio, e a volte una piccola quantità di acido fosforico.
Il nome kansui deriva originariamente dall'acqua del Lago Kan, sito nella Mongolia Interna, che contiene una grande quantità di questi minerali e che si diceva essere perfetta per la preparazione di questa pasta. Preparare le tagliatelle con il kansui le rende di un colore giallognolo oltre che di una consistenza dura. Per un breve periodo, immediatamente successivo alla seconda guerra mondiale, veniva venduto del kansui avariato di bassa qualità, mentre ora il kansui è prodotto secondo i Japanese Agricultural Standards. Le uova possono essere dei sostituti del kansui. Alcune paste sono fatte senza né uova né kansui e dovrebbero essere usate solo per la yakisoba.
Le tagliatelle per il ramen sono disponibili in varie forme e lunghezze. Possono essere grosse, sottili, o perfino come dei nastri, così come dritte o arricciate.

### La zuppa
La zuppa del ramen è fatta generalmente da brodo ristretto di pollo o maiale, assieme a una varietà d'ingredienti come kombu (un tipo di alga), katsuobushi (fiocchi di tonnetto striato), niboshi (sardine giovani essiccate), ossa di manzo, shiitake (un tipo di funghi) e cipolle, quindi insaporiti con sale, miso o salsa di soia. Altre tipologie sono emerse successivamente e includono il ramen al curry e altri sapori.
La combinazione risultante è generalmente divisa in quattro categorie (benché varianti nuove e originali spesso rendono tale categorizzazione meno netta):
- Shōyu (醤油, "salsa di soia"): il ramen shōyu ha tipicamente un brodo di color marrone e chiaro, a base di brodo ristretto di pollo e verdure (o a volte pesce o manzo) con aggiunta di molta salsa di soia che porta a una zuppa che è intensa, salata, saporita ma tuttavia ancora abbastanza leggera al palato. Il ramen shōyu ha di solito tagliatelle ricce piuttosto che quelle dritte, ma non sempre. È spesso adornato da germogli di bambù marinati o da menma (麺媽),[4] cipolle verdi, kamaboko, nori (alghe di mare), uova bollite, germogli di fagioli e/o pepe nero; a volte la zuppa contiene anche olio di chili o spezie cinesi, e alcuni negozi servono manzo affettato invece dell'usuale chāshū.
- Tonkotsu (豚骨, "osso di maiale"; da non confondersi con tonkatsu): il ramen tonkotsu ha di solito un brodo color bianco nuvola. È simile al cinese baitang (白湯) e ha un brodo spesso, fatto bollendo ossa di maiale, grasso e collagene su un fuoco alto per molte ore, che soffonde il brodo con forte sapore di maiale e una consistenza cremosa che sembra latte o burro fuso o sugo di carne (a seconda del negozio). Molti negozi, ma non tutti, miscelano questo brodo di maiale con una piccola quantità di brodo ristretto di pollo e verdure e/o salsa di soia. Le tagliatelle sono sottili e dritte, e questo ramen è spesso servito con beni shoga (zenzero sott'aceto). L'ultima moda per le guarnizioni in cima al ramen tonkotsu è il māyu (マー油 o 麻油), un olio nericcio, aromatico fatto sia da aglio schiacciato carbonizzato sia da semi di sesamo. Questo tipo di ramen è una specialità del Kyūshū, in particolare del quartiere Hakata-ku della città di Fukuoka (per cui a volte è chiamato "ramen Hakata").
- Miso (味噌): il ramen di miso è relativamente una novità, avendo raggiunto la prominenza nazionale attorno al 1965. Questo ramen unicamente giapponese, che è stato sviluppato in Hokkaidō, è caratterizzato da un brodo che combina una gran quantità di miso con pollo unto o brodo di pesce - e a volte con tonkotsu o lardo - per creare una zuppa densa, fragrante, leggermente dolce e molto vigorosa. Il brodo del ramen di miso tende ad avere un sapore robusto, intenso, perciò si combina con una varietà di guarnizioni in cima saporite: sono comuni pasta di fagioli piccanti o tōbanjan (豆瓣醤), burro e cereali, porri, cipolle, germogli di fagioli, maiale macinato, cavoli, semi di sesamo, e aglio tritato. Le tagliatelle sono tipicamente spesse, ricce e leggermente mollicce.
- Shio (塩, "sale"): il ramen shio è probabilmente il più vecchio dei quattro ed è un brodo pallido, chiaro, giallognolo fatto con molto sale e una qualche combinazione di pollo, verdure, pesce e alghe marine. A volte sono usate anche ossa di maiale, ma non sono bollite così a lungo quanto lo sono per il ramen tonkotsu, perciò la zuppa rimane leggera e chiara. A volte vi è il chāshū (carne al barbecue alla cinese) al posto delle polpette di pollo magro, e inoltre prugne sott'aceto e kamaboko sono diffusi come guarnizioni messe in cima. La consistenza e lo spessore delle tagliatelle nei ramen shio è variabile, ma di solito sono dritte piuttosto che ricce.

I condimenti che di solito vengono aggiunti al ramen sono pepe nero, burro, peperoncino, semi di sesamo e aglio schiacciato. Le ricette delle zuppe e i metodi di preparazione tendono a essere segreti accuratamente custoditi.
Alcuni ristoranti offrono inoltre un sistema noto come kae-dama (替え玉), con il quale i clienti che hanno finito le proprie tagliatelle possono richiedere un "riempimento" (per poche centinaia di Yen aggiuntivi) da mettere nella propria zuppa rimasta.

## Varianti regionali
Mentre le versioni standard del ramen sono disponibili in tutto il Giappone dall'era Taisho, gli ultimi decenni hanno visto la proliferazione di numerose varianti regionali. Alcune di esse che hanno raggiunto la prominenza nazionale sono:
- Sapporo, il capoluogo dell'Hokkaidō, è molto famosa per il suo ramen. Molta gente associa Sapporo con il suo ricco ramen di miso, che là è stato inventato e che è ideale per l'inverno rigido e nevoso di quella regione. Tale ramen è tipicamente ricoperto con mais dolce, burro, germogli di fagioli, maiale tritato finemente e aglio, e a volte frutti di mare locali come capesante, calamari e granchi. Hakodate,[6] un'altra città dell'Hokkaidō, è famosa per il suo ramen dal gusto salato, mentre quello di Asahikawa, nel nord dell'isola, è a base di salsa di soia, abbastanza oleoso e con la pasta più fine e più al dente.[7]
- Kitakata, nell'Honshū settentrionale, è nota per le sue tagliatelle spesse, piatte e ricce servite in un brodo di maiale e niboshi. L'area all'interno dei precedenti confini della città ha il più alto numero di stabilimenti di ramen per persona. Il ramen ha una tale importanza nella regione che localmente la parola soba di solito si riferisce al ramen, e non alla vera soba, per riferirsi alla quale si usa localmente l'espressione Nihon soba ("soba giapponese").
- Lo stile del ramen di Tokyo consiste di tagliatelle leggermente spesse e ricce servite in brodo di pollo al sapore di soia. Il brodo tipicamente ha un pochino di dashi, poiché i vecchi produttori di ramen a Tokyo spesso originavano da ristoranti di soba. Le guarnizioni in cima standard sono scalogno tritato, menma (germogli di bambù fermentati), maiale a fette, kamaboko, uova, nori (alghe) e spinaci. Ikebukuro, Ogikubo e Ebisu sono tre zone di Tokyo famose per i loro ramen.
- La specialità di ramen di Yokohama è chiamata Ie-kei (家系). Consiste di tagliatelle spesse e di tipo dritto servite in un brodo di maiale al sapore di salsa di soia simile al tonkotsu. Le guarnizioni in cima standard sono maiale arrosto (char siu), spinaci bolliti, fogli di nori (alghe), con spesso cipolla d'inverno affettata e uovo alla coque o sodo. È tradizione che i clienti indichino che morbidezza delle tagliatelle, che ricchezza del brodo e che quantità di condimento desiderino.
- L'Hakata ramen prende il nome dal quartiere di Hakata della città di Fukuoka nel Kyūshū. Ha un brodo ricco, latteo, di osso di maiale tonkotsu e tagliatelle piuttosto sottili, non ricce e resistenti. Spesso le tipiche guarnizioni in cima, come aglio schiacciato, beni shoga (zenzero sottaceto), semi di sesamo e verdure con senape sottaceto speziate (karashi takana), sono lasciate sul tavolo perché i commensali si servano da soli. I banchi di ramen in Hakata e Tenjin sono noti in tutto il Giappone. Le recenti mode in fatto di ramen hanno reso quello di Hakata uno dei più popolari in Giappone, e in questo periodo si possono trovare in tutta la nazione parecchie catene di ristoranti specializzate in tale tipo.

- ramen nello stile di Tokyo
- ramen di Kitakata
- ramen di Hakata con zuppa tonkotsu
- ramen con salsine (Tsukemen)
- tagliatelle con condimento Aburasoba
- ramen di Takayama
- ramen Hiyashi (raffreddato)
- ramen al mais con burro, una specialità dell'Hokkaido
- Iekei Ramen (家系ラーメン)

## Piatti correlati
Ci sono in Giappone molti piatti correlati, di tagliatelle d'influenza cinese. I piatti seguenti sono serviti spesso a fianco al ramen nei ristoranti di ramen. Non sono compresi i piatti di tagliatelle considerati tradizionalmente giapponesi come la soba o l'udon, che non sono serviti praticamente mai negli stessi ristoranti di ramen.
- Champon di Nagasaki: il champon è guarnito in cima con una varietà d'ingredienti, principalmente frutti di mare, saltati in olio bollente e conditi con una salsa ricca d'amido. Gli ingredienti saltati in olio bollente sono versati direttamente sopra le tagliatelle cotte senza zuppa.
- Tan-men: il tan-men è una zuppa leggera, di solito al gusto di sale, servita con un misto di verdure trifolate e frutti di mare. (Da non confondersi con il tantan-men, vedi più avanti.)
- Wantan-men: il wantan-men ha tagliatelle lunghe e dritte e wonton (pasta ripiena cinese), servita in una zuppa leggera, di solito al sapore di sale.
- Abura soba ("tagliatelle unte"): l'abura soba è essenzialmente ramen e guarnizioni in cima servite senza la zuppa, ma con invece una piccola quantità di salsa unta a base di soia.
- Tsuke-men ("tagliatelle intinte"): le tagliatelle e la zuppa sono servite in ciotole separate. Il commensale intinge le tagliatelle nella zuppa prima di mangiare. Può essere servito bollente o raffreddato.
- Tantan-men (担担麺). La versione giapponese delle tagliatelle dan dan, una specialità del Sichuan. Del ramen in una zuppa rossiccia di chili piccante e di sesamo, che di solito contiene maiale tritato, guarnito con scalogno affettato e chili e ricoperto in cima a volte con cose tipo spinaci o cavolo cinese (chingensai).
- Sanratanmen: è molto simile al zuppa calda e acida del Sichuan servito con tagliatelle lunghe. Gli ingredienti delle guarnizioni in cima sono trifolati e viene aggiunto un addensante, prima che la miscela sia servita sulla zuppa e le tagliatelle.
- Hiyashi-chūka (冷やし中華, "cinese raffreddato"), noto anche come reimen, soprattutto nel Giappone occidentale. Un piatto estivo di ramen raffreddato in un piatto con varie guarnizioni in cima (tipicamente sottili strisce di omelette, prosciutto cotto, cetriolo e pomodori) e servito con condimento di aceto di soia e karashi (senape giapponese). Fu prodotto per la prima volta al Ryutei, un ristorante cinese a Sendai.

## Ristoranti in Giappone
Vari tipi di ristoranti come i locali per bere izakaya, le sale di karaoke e i parchi di divertimento offrono ramen, ma quello della migliore qualità è di solito disponibile solo nei ristoranti ramen-ya. Questi ristoranti hanno di solito da 10 a 20 posti al banco e tre o quattro tavoli.
I menù nei ristoranti ramen-ya offrono principalmente piatti di ramen, perciò non hanno molta varietà. Oltre ad esso alcuni dei piatti generalmente disponibili in tali ristoranti sono riso fritto (chiamato Chahan o Yakimeshi), Gyōza (fagottini di pasta ripieni) e birra.

## Fuori dal Giappone

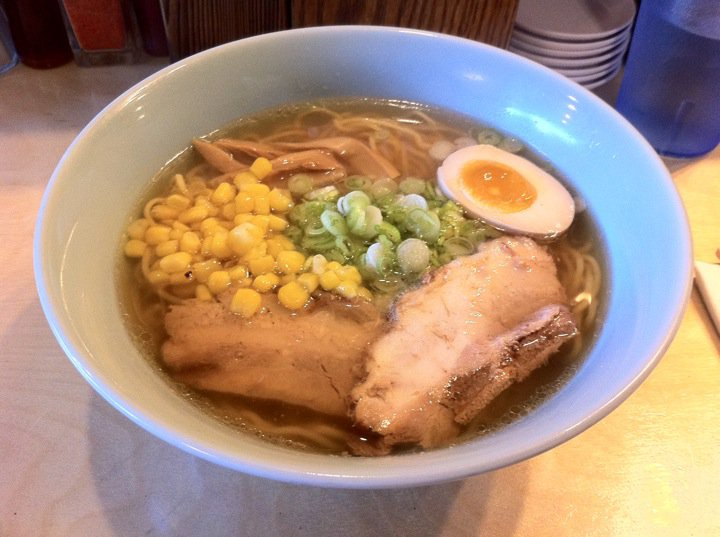
Ramen Shio da un ristorante di ramen della California meridionale

Il ramen si è diffuso in Cina negli anni recenti, dove è conosciuto come rìshì lāmiàn (日式拉面, "Lamian in stile giapponese"). Catene di moda servono ramen giapponese assieme a diversi piatti giapponesi come tempura e yakitori, una cosa che sembrerebbe strana in Giappone.
Wagamama, una catena britannica di successo che serve cibo di tutta l'Asia principalmente in Europa, è famosa per la sua zuppa di tagliatelle commercializzata come ramen (ma che è abbastanza differente dal ramen in Giappone).
Dalla parola "ramen" discende etimologicamente ramyeon (라면?), che indica le tagliatelle istantanee sudcoreane. Il ramyeon è un diffuso cibo pronto in Corea, e nel 2006 i coreani erano primi al mondo per consumo di ramen istantaneo per persona con 75 pasti all'anno. Il ramyeon è famoso per essere caldo e piccante, perché la sua zuppa è tipicamente insaporita con peperoncino chili. Ci sono molte varietà di ramyeon, come al gusto di kimchi, a quello di alghe marine e a quello di manzo. Alcuni ristoranti offrono varianti del ramyeon che contengono ulteriori ingredienti come gnocchi di pasta bolliti, tteok, formaggio, eccetera. È servito di solito con verdure, come carote e cipolle verdi, e uova in cima.
Nell'Asia centrale il piatto ha tagliatelle più spesse, è decisamente più piccante ed è noto come laghman.
Nell'America settentrionale, le tagliatelle istantanee furono importate a partire dagli anni 1970 portando il nome ramen. Pertanto il termine è usato spesso nell'America settentrionale per riferirsi alle tagliatelle istantanee. Tuttavia esistono ora molti ristoranti che sono specializzati in ramen in stile giapponese, soprattutto nelle principali aree urbane con grande domanda di cucina asiatica.

## Riferimenti culturali
Ramen è il saluto internazionalmente usato dai goliardi Pastafariani, equivalente al Cristiano "Amen".
Il documentario Ramen Heads del 2017 diretto da Koki Shigeno narra la storia del maestro ramen Osamu Tomita e della sua ricetta perfetta.
Una canzone del gruppo indie Canova si chiama "Ramen". 

## Preoccupazioni sulla salute
Una porzione di ramen è ricca di carboidrati e povera di vitamine e sali minerali. La zuppa di ramen tende ad essere ricca di sodio. Le tagliatelle del ramen contengono molto sodio perciò si può evitare di bere la zuppa se è raccomandata per motivi di salute una dieta povera di sodio.

## Museo
Il Shin-Yokohama Raumen Museum è un museo unico sul ramen con sede a Yokohama. In una galleria al primo piano, il museo presenta la storia del ramen in Giappone, tra cui il grande successo del ramen istantaneo. Mostra la varietà di tagliatelle, zuppe, guarnizioni in cima e ciotole usate in tutto il Giappone, e mostra come vengono fatte le tagliatelle. Ai due piani seminterrati i visitatori possono visitare una riproduzione in scala 1:1 di alcune strade e case di Shitamachi, la vecchia città di Tokyo, del 1958 circa, quando la popolarità del ramen stava aumentando rapidamente.
Vi si trovano nove ristoranti di ramen, e ciascuno presenta un piatto di ramen da una regione differente del Giappone. Per i visitatori che vogliono provare vari piatti di ramen, i ristoranti offrono piccole porzioni "mini-ramen". I biglietti per i pasti si comprano, prima di entrare, da macchinette venditrici automatiche di fronte a ciascun ristorante.

## Versione in lattina
Ad Akihabara, macchinette automatiche distribuiscono ramen caldo in lattine di alluminio. Conosciuto come らーめん缶 (lattina di ramen), sta guadagnando l'attenzione del pubblico. È prodotto da un ristorante alla moda di ramen e contiene tagliatelle, zuppa, menma e maiale. Pensato come un pasto leggero veloce, comprende una piccola forchetta piegata di plastica. Per ora sono disponibili pochi gusti, tra cui il tonkotsu e il curry.